# 近江國風土記
《近江國風土記》（日语：おうみのくにふどき）乃是日本奈良時代初期編纂完成、關於近江國（今近畿地方滋賀縣）的風土記。原書已散佚，故以下為佚文記述。

## 概要

### 伊香小江
古老的傳說曰，近江國伊香郡與胡鄉伊香小江（即余吳湖），位在該鄉之南側。8位天女化身為白鳥自天而降，在伊香小江的南濱洗浴。此時伊香刀美在西山遙見白鳥，其形奇異，懷疑是神人而前往察看，果然實為神人。於是伊香刀美心生愛意不忍離去，私下派出白犬盜取天衣，偷得年紀最小的天女之衣。天女們發現有人偷窺，七個姊姊穿好衣服飛昇上天，但妹妹一人因衣物被偷無法飛去，天路永塞遂成為當地居民。天女洗浴的湖邊，今謂神浦是也。伊香刀美與年紀最小的天女結為連理，居於此處，遂生二男二女。兄名曰意美志留，弟名曰那志等美，女名曰伊是理比咩，次名曰奈是理比賣，他們是伊香連等之先祖。後來母親找出暗藏的天羽衣，著而昇天，伊香刀美獨守空床，不斷嘆氣。 

 — 神宮文庫本《帝王編年記》第十，元正天皇養老七年癸亥條

### 竹生島
另有一說，霜速比古命之男多多美比古命，乃夷服岳神（今伊吹山）。霜速比古命之女比左志比女命，是夷服岳之姊，在於久惠峰。次為淺井比咩命，是夷服神之姪，在於淺井岡（今金糞岳）。夷服岳與淺井岳二者相競長高，淺井岡一夜增高，夷服岳因害怕而拔刀刃殺淺井比賣。比賣之頸掉落江中而成江洲，名為竹生嶋，也就是淺井比賣的頭。

 — 神宮文庫本《帝王編年記》第十，元正天皇養老七年癸亥條

### 八張口神社
近江國風土記曰，八張口神社即是忌避伊勢之左久那太李神，所祭祀者為瀨織津比咩。

 — 多田義俊《創禊辨》〈《大祓詞註釋大成》上卷〉

### 淡海國號
據淺井家記錄，引用近江國風土記云，淡海國乃以淡海為國號，另一說法為細浪國，
乃以眼睛觀看湖上之漣漪所致。

 — 橘守部《神樂歌入文》卷下〈《橘守部全集》第七〉

## 內部連結
- 古風土記

## 外部連結
- 風土逸文【參考】